# Distrito de San Miguel de Cauri
El distrito de San Miguel de Cauri es uno de los siete distritos que conforman la provincia de Lauricocha, ubicada en el departamento de Huánuco, bajo la administración del gobierno regional de Huánuco, Perú.
Desde el punto de vista jerárquico de la Iglesia católica, forma parte de la diócesis de Huánuco, sufragánea de la arquidiócesis de Huancayo.

## Historia
Los orígenes datan desde que los primeros hombres llegaron al actual territorio de Lauricocha, aproximadamente hace unos 10 000 años, ocupando las cuevas de Lauricocha (morada del hombre más antiguo de América), luego de la glaciación Wisconsin. Los antiguos moradores vivían de la caza y pesca en las frías aguas de la laguna del mismo nombre, con un estilo de vida nómada. En la época preincaica, mucho antes de que los incas gobernasen, en estas tierras existían diversas poblaciones que han creado interesantes manifestaciones culturales, como en las cuevas de Diablo Machay, donde dejaron pinturas rupestres, que existen hasta la actualidad, además de andenes y otras construcciones (Yachas Marca). Con el transcurrir del tiempo, el afán expansionista se concentró con la iniciación y el establecimiento de la cultura Yacha, ocupando los actuales territorios de las provincias de Daniel Carrión, Huánuco, Yarowilca, época en que fueron invadidos por el inca Pachacútec y pasados al dominio incaico, que no fue en su totalidad.
En esta etapa de transición llegaron los invasores europeos, que oprimieron el desarrollo de la ganadería y la agricultura, y se eliminó la nación Yacha, pasando a ser de dominio español. Cuando Iñigo Ortiz de Zúñiga visitó la tierra de las Guanacauris (Cultura Yacha), encontró a algunos indígenas en Cauricancha (capital de los Yachas), a los cuales convencieron con su religión católica (Paloma) y trasladaron a la actual capital del distrito, donde existía un manantial que se utilizaba para el riego de los terrenos agrícolas. A sometimiento, los indígenas fueron obligados a desviar el manantial hasta el río Lauricocha para realizar las mediciones de la ciudad de Cauri, en donde luego se construyó la iglesia Matriz y la plaza principal.
La colonia pasó a ser dominio de Cayna de acuerdo con los repartimientos que establecían desde la Intendencia de Tarma. Cuando se inició el proceso de independización del Perú, los habitantes caurinos apoyaron el movimiento de revuelta en Ambo y otros lugares en el año 1812. Con la llegada de la época republicana, se establecieron caseríos, aldeas, etc., y conforme la población incrementaba, se culminó en esos años la dependencia de Cayna y pasó al dominio del distrito de Jesús, perteneciendo así a la provincia de Dos de mayo por varias décadas.
Los pobladores caurinos se pusieron de acuerdo en un cabildo para evitar ser sometidos a dependencias de otros pueblos, logrando así su distritalización y emprendiendo viajes a Huánuco y Lima, pidiendo apoyo a los diputados y otras autoridades sin ser escuchados por décadas. No fue sino hasta el 26 de diciembre de 1940, en el primer gobierno del Presidente Manuel Prado Ugarteche, cuando se aprobó la creación Política en Lima con Ley N°9232, por la gestión del diputado Huánuco Martel Díaz y del agente municipal Jorge Rosas Bonilla. Consiguientemente se inauguró esta ley el 4 de mayo al son de la algarabía de la población.

## Geografía
Abarca una superficie de 811,39 km² y limita por el suroeste con el departamento de Lima, por el sureste con el departamento de Pasco, por el este con la provincia de Huánuco y por el noroeste con el distrito de Jesús.

## Capital
Su capital es el pueblo de Cauri, situado a 3570 m s. n. m. y ubicado en la margen este del río Lauricocha.

## División administrativa
El distrito de San Miguel de Cauri, administrativa y políticamente, consta de cuatro centros poblados: Antacolpa, Raura Nueva, San José de Julcan y Huancan, y las comunidades de Independencia y Ocho de diciembre, además de los caseríos Antacallanca, Lauricocha, Gashampampa, Donsucancha, Puquiog, Oropuquio, Santa Rosa de Shick, Tunancancha, Rosapampa, Quinuash, Pallca, anexo de Huancanilla y la ciudad de Cauri, capital del distrito del mismo nombre.
El distrito cuenta con una población total de 9694 habitantes, con 2169 viviendas distribuidas en 797 centros poblados.
Su capital es el pueblo de Cauri, situado a 3594 m s. n. m. Tiene una población de 1329 habitantes, con 456 viviendas.
| Centro poblado     | Tipo              | Altitud m s. n. m. | Habitantes | Viviendas |
| ------------------ | ----------------- | ------------------ | ---------- | --------- |
| Raura              | Campamento minero | 4693               | 537        | 1         |
| Raura Pata         | Campamento minero | 4804               | 468        | 5         |
| Independencia      | Caserío           | 4267               | 379        | 110       |
| Antacollpa         | Caserío           | 4051               | 318        | 88        |
| Hipro              | Campamento minero | 4586               | 268        | 2         |
| San José de Julcan | Caserío           | 4229               | 253        | 50        |

## Hitos urbanos
Los hitos comienzan desde Cauri Puncuy hasta el cerro Yana Galán, que tienen un gran potencial como zonas turísticas, con la laguna de Lauricocha, las Catorce Ventanas y los Caminos del Inca. Según la creación de la provincia de Lauricocha, el distrito de San Miguel de Cauri comprende los territorios desde la cumbre del León Dormido (Cordillera de Raura), los nevados de los siete caballeros, en la totalidad de sus afluentes y lagunas y las comunidades de Independencia y Ocho de diciembre.

## Atractivos turísticos
- Marcachacra, declarado patrimonio cultural de la nación el 11 de agosto de 2004.[3]

- Maypag, declarado patrimonio cultural de la nación el 11 de agosto de 2004.[3]

- Tambococha, declarado patrimonio cultural de la nación el 11 de agosto de 2004.[3]

- Cuevas de Lauricocha, declarado patrimonio cultural de la nación el 11 de agosto de 2004.[3]

- Cueva Hornomachay, ubicada en el cerro Ancamachay a 1,5 km del caserío de San Antonio de Pucyog al suroeste de Cauri, a una altitud de 4,060 m s. n. m., a 60 m del cauce del riachuelo Tambillo. Esta cueva, del tamaño de una habitación, constituye un recinto semicubierto; su dimensión es de 1,75 m de alto por 2,50 m de ancho en promedio, con una profundidad de casi 2,30 m. En su interior hay una serie de grabados en piedra y pinturas rupestres, hechas por el poblador antiguo de esta zona andina, que representan figuras antropomorfas y zoomorfas, plasmadas en el contorno de la pared de la cueva con diferentes motivos y diseños, sobresaliendo la representación de caras humanas. Al parecer, muchas figuras fueron pintadas sobre otras. Los colores más usuales usados en las pinturas son el blanco y el rojo; también hay algunas figuras con demarcaciones en color negro que representaban escenas de caza, rituales místicos o costumbres que habrían tenido las personas antiguas de esta zona. Fue estudiado por el Ing. Augusto Cardich (1958-1964), y datan del año 10 000 a. C.

- Cueva Chaglarragra, ubicada a 2 km de San Antonio de Pucyog, hacia el lado suroeste de Cauri, a una altitud aproximada de 4000 m s. n. m. En su interior se encuentra una serie de grabados en piedra y pinturas rupestres dejadas por los antepasados del hombre andino actual. Estas figuras muestran escenas de caza, animales, seres místicos y seres humanos con su cosmovisión de antaño; plasmaban todas sus ideas en estas pinturas y grabados sobre la pared de la cueva, convirtiéndose el recurso en una herencia de invaluable riqueza cultural e histórica para la humanidad actual. Los colores de estas figuras son el rojo y el blanco. La figura más representativa es la escena de caza, con una manada de animales, tal vez vicuñas, corriendo en filas y tratando de huir mientras que una de ellas ha sido alcanzada por los dardos de los cazadores estratégicamente ubicados. Sus dimensiones son de 1,80 m de alto por 3 m de ancho, con una profundidad de 2,5 m. Esta cueva fue estudiada por el sabio huanuqueño Augusto Cardich (1958-1964) .

- Pintura rupestre de Diablomachay, ubicado en la margen derecha de la quebrada, en uno de sus farallones, en el caserío de San Antonio de Pucyog, al sur de Cauri, a una altitud de 3900 m s. n. m., con un área de 18 758 hectáreas y un perímetro de 1253,21 m. Estas expresiones artísticas representan figuras antropomorfas y zoomorfas, en las que destacan la figura de un cóndor, serpientes, dos personaje  místicos o ancestrales, entre otros, de colores rojo ocre.[4]

- Puente Inca, ubicado en el caserío de Lauricocha a 41 km de Cauri en la zona norte de la Laguna de Lauricocha, al inicio del río del mismo nombre, a una altitud de 3885 m s. n. m. Fue construido durante el gobierno del inca Huayna Capac con el objetivo de interconectar al valle de Lauricocha con el camino real que se dirige de Huarautambo a Huanucomarca. Es una obra de alta ingeniería, construida a base de piedras labradas, talladas y acomodadas secuencialmente; su diseño es en forma de L y mide 60 m de largo por 2 m de ancho, y 1,20 m de altura. Cuenta con 24 canales que drenan las aguas de la laguna para iniciar el recorrido del río. Los canales están dispuestos secuencialmente de N-S y E-O. Estos canales tienen un ancho de 0.50 m y una altura de 1.20 m con dinteles de piedra. Actualmente se encuentra en uso.[3]

- Laguna Lauricocha, una laguna altoandina ubicada en las proximidades del poblado homónimo.

## Autoridades

### Municipales
- 2023-2026
  - Alcalde: Prof. Rosas Augusto Tacuche Mariño.

- 2019-2022
  - Alcalde: Dr. Gide A. Falcón Sánches.
  - Asesor Legal: Dr. Edinzon D. Polino Rojas.
- 2015-2018
  - Alcalde: Filolo Boza Huerta  CON
- 2011-2014[5]
  - Alcalde: Jaime Dimas Salvador León, del Movimiento Auténtico Regional (MAR).
  - Regidores: Bartolomé Huerta Falcon (MAR), Rubén Orlando Villanueva Ramos (MAR), Severo Córdova Pulido (MAR), Emerina Edith Puente Tacuchi (MAR), César Nilo Tacuchi Rosas (Hechos y No Palabras).[6]
- 2007-2010
  - Alcalde: Daniel Moisés Dávila Eunofre.

### Policiales
- Comisario:  PNP.

### Religiosas
- Diócesis de Huánuco[7]
  - Obispo: Mons. Jaime Rodríguez Salazar, MCCJ.
- Parroquia
  - Párroco: Pbro.

## Festividades
La principal festividad de la localidad es el 29 de septiembre, día en el que se celebra a su patrón San Miguel Arcángel.
El distrito fue inaugurado el 2 de mayo de 1940 y creado el 26 de diciembre de 1940. El día de su inauguración contó con la visita del diputado de ese entonces, el Dr. Martel Díaz. Desde esa fecha, cada año se celebra, el 4 de mayo, la fiesta y la competencia de mayordomos de los tres barrios: Yachas, Chaupis y Julca.

## Galería
- Wikimedia Commons alberga una categoría multimedia sobre Distrito de San Miguel de Cauri.